# Vespa communis
Vespa communis är en getingart som beskrevs av Franz Paula von Schrank 1785. Vespa communis ingår i släktet bålgetingar, och familjen getingar. Inga underarter finns listade i Catalogue of Life.